# Коттон, Люси
Люси Коттон (англ. Lucy Cotton; 1891 — 12 декабря 1948) — американская актриса. С 1910 по 1921 годы снялась в двенадцати фильмах.

## Биография
Коттон родилась в Хьюстоне, штат Техас, а умерла в Майами-Бич, во Флориде. В подростковом возрасте перебралась в Нью-Йорк Сити и дебютировала в бродвейском хоре The Quaker Girl. В 1915 году выступила в парковом театре Нью-Йорка. В 1919 году сыграла в пьесе «Вверх по комнате Мейбл» (англ. Up in Mabel's Room).
Личная жизнь актрисы внимательно освещалась прессой, ввиду её популярности. В 1924 году она вышла замуж за Эдварда Рассела Томаса, издателя газеты New York Morning Telegraph. Он умер через два года после свадьбы, в июле 1926 года, оставив после себя наследство в сумме 27 млн долларов и молодую дочь Люсетту. После этого она имела ещё ряд браков; с Литтоном Греем Аментом (с 1927 по 1930), с адвокатом Чарльзом Ханном-младшим (с 1930 по 1931), с президентом Манхэттонской подземно-соорудительной компании Уильямом М. Могроу (с 1932 по 1941 год) и с князем Владимиром Эристави-Чичериным (свадьба состоялась 15 июня 1941 года в русской православной церкви Нью-Йорка).
После смерти Коттон её дочь Лусетта Коттон Томас (позже изменила своё имя на Мэри Фрэнсис Томас) решила кремировать её тело в Майами, а её прах был захоронен в Нью-Йорке.

## Избранная фильмография
- Беглец[англ.] (1910)
- Жизнь без души[англ.] (1915)
- Блудная жена[англ.] (1918)
- Чудо любви[англ.] (1919)
- Дьявол[англ.] (1921)